# Braux-Saint-Remy

Braux-Saint-Remy este o comună în departamentul Marne, Franța. În 2009 avea o populație de 88 de locuitori.